# Ruta 727 (Costa Rica)
La Ruta 727, oficialmente Ruta Nacional Terciaria 727, es una ruta nacional de Costa Rica ubicada en la provincia de Alajuela.

## Descripción
En la provincia de Alajuela, la ruta atraviesa el cantón de Alajuela (los distritos de San José, San Isidro, Tambor).